# Kutyń
Kutyń (ukr. Кутин, Kutyn) – wieś na Ukrainie, w obwodzie rówieńskim, w rejonie waraskim, w hromadzie Łoknica. W 2001 liczyła 482 mieszkańców, spośród których 479 wskazało jako ojczysty język ukraiński, a 3 rosyjski.
W okresie międzywojennym wieś znajdowała się w granicach II RP, wchodząc w skład gminy Moroczna w powiecie pińskim, w województwie poleskim.